# Sympolitie
La sympolitie (grec ancien : συμπολιτεία « citoyenneté commune ») est un type de traité portant sur l'organisation politique des cités dans la Grèce antique. Pendant la période hellénistique, on constate deux utilisations différentes de ce terme pour qualifier des modalités d'association politique.
D'abord, en Grèce continentale, le terme est souvent utilisé pour qualifier un État fédéral composé de polis (Cités-États) partageant leurs institutions politiques et leur citoyenneté. La Ligue achéenne et la Ligue étolienne en sont deux exemples.
Le terme est également utilisé pour qualifier la politique de fusion de deux ou plusieurs Cité-États voisines. Cela aboutit parfois, mais pas nécessairement, à la disparition de l'une ou de plusieurs des cités participant à cette sympolitie. Ce type d'organisation est relativement commun dans l'Asie Mineure, pendant la période hellénistique.
La sympoliteia s'oppose à l'isopoliteia, un type d'organisation qui accorde une citoyenneté équivalente aux citoyens des cités participantes, mais maintient leur indépendance politique. Toutefois, l'usage du terme sympoliteia varie pendant la période hellénistique. Polybe l'utilise pour qualifier la citoyenneté accordée par les deux traités, qu'il s'agisse de la sympolitie ou l'isopolitie. De la même manière, il y avait aussi des recoupements entre les concepts de synœcisme et de sympolitie,.

## Sources
- Gary Reger, The Greco-Roman East : Politics, Culture, Society, vol. 31, Cambridge, UK, Cambridge University Press, 2004, 145–181 p. (ISBN 978-0-521-82875-8), « Sympoliteiai in Hellenistic Asia Minor »